# Granville Island

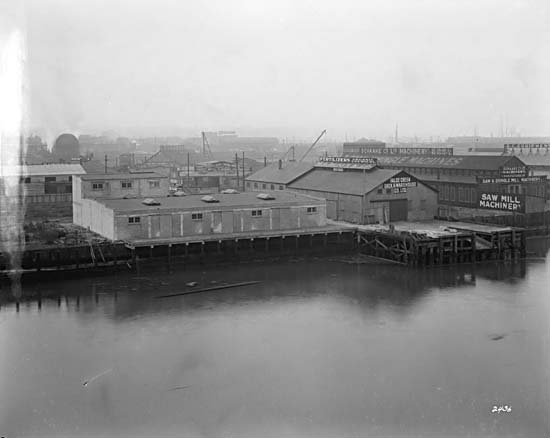
Granville Island (1922)

Granville Island ist eine kleine Halbinsel sowie ein Einkaufs- und Kulturviertel in der kanadischen Stadt Vancouver, im Stadtteil Fairview. Sie liegt im Meeresarm False Creek unter dem südlichen Ende der Granville Street Bridge. Granville Island entstand 1915 durch Landgewinnung, indem die Rinne zwischen zwei flachen Sandbänken aufgefüllt wurde. Die Halbinsel war einst ein Industriegebiet, das ab den 1950er Jahren mehr und mehr verfiel und schließlich in den 1970er Jahren neuen Nutzungen zugeführt wurde.
Auf der Halbinsel befinden sich eine große Markthalle, in welcher der Granville Island Public Market untergebracht ist, eine Marina, die Emily Carr University of Art and Design (benannt nach der gleichnamigen Künstlerin), ein Museum für Modelleisenbahnen, mehrere Theater und Einkaufsstraßen. Diese sind um den einzigen noch bestehenden Industriebetrieb gruppiert, eine Zementfabrik. Seit der Umwandlung der Industriebrache haben sich auf Granville Island auch zahlreiche Kunsthandwerkbetriebe niedergelassen, darunter eine Glashütte, eine Druckerei, Geigenbauer, Schuhmacher, Juweliere und Töpfer. Außerdem findet hier jede Woche ein Bauernmarkt statt. 1984 wurde auf der Halbinsel auch eine Brauerei eröffnet, die Granville Island Brewing Co. die heute aber hauptsächlich in Kelowna produziert.
Die Anreise kann entweder mit dem Auto auf der Granville Street über die False Creek Bridge oder mittels Personenfähren über den False Creek erfolgen. Außerdem befinden sich am Übergang zur Insel Haltestellen einer Buslinie des durch TransLink betriebenen öffentlichen Personennahverkehrs.

## Geschichte
Seinen Namen hat die Insel nach Granville George Leveson-Gower, 2. Earl Granville, dem britischen Kolonialminister zur Zeit ihrer ersten Kartographierung. Eine der Sandbänke, welche später zur Basis der Insel wurde, wurde durch Kapitän George Henry Richards während seiner Reise 1858–1859 mit der HMS Plumper erstmals auf eine Karte verzeichnet.